# Franz Langoth

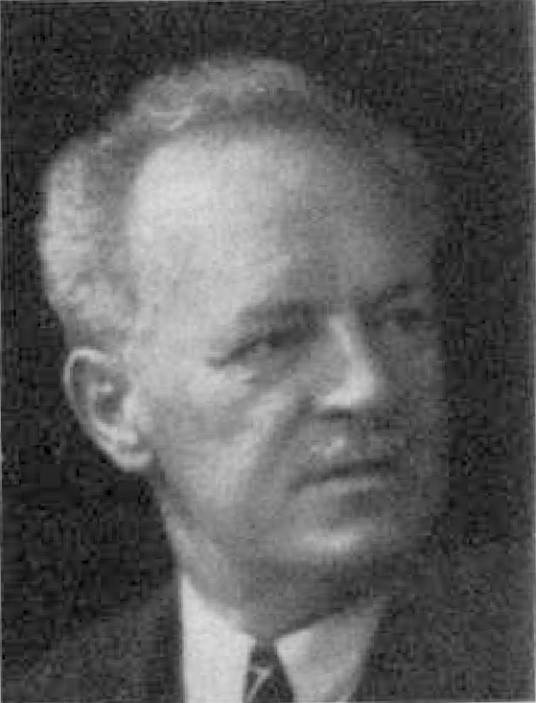
Franz Langoth

Franz Langoth (* 20. August 1877 in Linz; † 17. April 1953 ebenda) war ein österreichischer Lehrer, Unteroffizier und Politiker. Er war vom 1. Jänner 1944 bis zum 7. Mai 1945 Oberbürgermeister der Stadt Linz. Langoth war maßgeblich in verschiedene nationalsozialistische Verbrechen involviert.

## Leben
Franz Langoth wurde als Sohn eines Mehlhändlers und Müllers in Linz geboren und hatte sechs Brüder. In seiner Heimatstadt besuchte er die Volks- und Hauptschule und absolvierte nach dem Ende seiner Schullaufbahn eine Lehrerausbildung. Nach dem Besuch der Linzer Lehrerbildungsanstalt und der 1898 bestandenen Volksschullehrerprüfung wurde er Volksschullehrer in Windischgarsten, Hinterstoder und Kirchdorf an der Krems. Nach der Fachlehrerprüfung 1903 in Linz wurde er Bürgerschullehrer. Zuletzt war er Hauptschuldirektor.
Er wurde 1896 Mitglied im Oberösterreichischen Lehrerverein. Von 1909 bis 1934 war Langoth deutschnationaler Abgeordneter im oberösterreichischen Landtag. Von 1911 bis 1938 war er Obmann des Deutschen Volksbundes für Oberösterreich. Unterbrochen wurden diese Tätigkeiten von 1914 bis 1918, als er als Soldat der k.u.k. Armee im Ersten Weltkrieg diente. Nach dem Krieg war er bis 1934 Mitglied der oberösterreichischen Landesregierung (1918–1931 Landeshauptmannstellvertreter, 1931–1934 Landesrat) und bis 1933 Sicherheitsreferent in der oberösterreichischen Landesregierung. Daneben war er von 1919 bis 1934 Mitglied des Landesschulrates und 1920 bis 1934 Landesparteiobmann der Großdeutschen Volkspartei in Oberösterreich. Bereits 1933, kurz vor dem Verbot der NSDAP in Österreich, war er Mitinitiator des „Kampfbündnisses“ zwischen Großdeutscher Volkspartei und NSDAP.
Von 1934 bis 1938 war er Leiter des „Hilfswerkes Langoth“ für NS-Parteigänger. Nach dem Anschluss Österreichs trat er zum 12. März 1938 im Rang eines SS-Oberführers in die SS ein (SS-Nummer 292.795). Er beantragte am 30. Mai 1938 die Aufnahme in die NSDAP und wurde rückwirkend zum 1. Mai desselben Jahres aufgenommen (Mitgliedsnummer 6.250.313). Von 1938 bis 1939 war er Leiter der Nationalsozialistischen Volkswohlfahrt (NSV) in Österreich, die unter dem Deckmantel der Wohlfahrtspflege nur nationalsozialistisch eingestellte Menschen unterstützte, die nicht als Juden angesehen wurden. Von 1938 bis 1943 leitete er den NSV im Gau Oberdonau. Von 1938 bis 1945 war er außerdem Mitglied des „Großdeutschen Reichstags“. Durch Hermann Göring bürgerte sich sein Spitzname „Vater Langgoth“ ein. Langoth war von 1940 bis 1944 beisitzender Laienrichter beim Volksgerichtshof und wirkte an 51 Verfahren gegen insgesamt 125 Angeklagte und 118 Schuldsprüchen, davon 41 Todesurteile mit. Ende Januar 1944 wurde er zum SS-Brigadeführer befördert und war bereits seit November 1943 Oberbürgermeister der Stadt Linz.
Bei Kriegsende wurde er am 7. Mai 1945 als Bürgermeister abgesetzt und war bis zu seiner krankheitsbedingten Entlassung im Mai 1947 durch die US-Besatzungsmacht im Lager Glasenbach interniert. Obwohl Erhebungen nach dem Kriegsverbrecher- und Verbotsgesetz stattfanden, kam es zu keiner Anklage. 1950 wurde er vom Bundespräsidenten amnestiert. Seiner Gesinnung treu, initiierte er 1949 das Soziale Friedenswerk für belastete Nationalsozialisten. 1951 erschienen seine Memoiren Kampf um Österreich, Erinnerungen eines Politikers. Er wurde im Dezember 1951 erstes Ehrenmitglied des Verbandes der Unabhängigen.
Nach seinem Tod hielt am 20. April 1954 Bürgermeister Ernst Koref eine Gedenkrede im Linzer Gemeinderat. Er galt als „guter Nazi“ – 1973 wurde gar eine Straße in Linz nach ihm benannt. Erst in den 1980er Jahren wurde begonnen, dieses Bild zu revidieren. 1986 wurde die Langothstraße in Kaisergasse umbenannt.
Langoth war seit 1910 verheiratet und hatte zwei Kinder.

## Werke
- Kampf um Österreich. Erinnerungen eines Politikers. Welsermühl, Wels 1951.